# THL藏文轉寫
西藏與喜瑪拉雅圖書館標準西藏文簡化語言學轉寫系統（英語：THL Simplified Phonetic Transcription of Standard Tibetan，簡稱為），一種將標準藏語文字轉寫成拉丁字母的語言學方案，由美國維吉尼亞大學西藏與喜馬拉雅圖書館（THL，舊名THDL）計畫贊助。發起人為 David Germano與 Nicolas Tournadre，在2003年12月12日首次出版。
THL方案无法区分藏语的[ɛ]音与[e]音，甚至对吐气不敏感，表音上没有藏语汉语拼音字母音译转写法严格，表形上没有威利轉寫严格。

## 外部連結
- THL藏文轉寫方案（页面存档备份，存于）
- THL擴充威利藏文轉寫（页面存档备份，存于）
- The Transliteration and Transcription of Tibetan（页面存档备份，存于） (Tibetan & Himalayan Library)